# Астрагал Стефена
Астрагал Стефена (лат. Astragalus stephenianus) — вид двудольных растений рода Астрагал (Astragalus) семейства Бобовые (Fabaceae). Вид впервые описан британскими ботаниками Джеймсом Эдваром Тирни Эйчисоном и Джоном Гилбертом Бейкером в 1888 году.

## Распространение, описание
Родина растения — Туркменистан, в некоторой литературе указывается также распространение вида на территорию Ирана.
Листорасположение очерёдное. Листья сложные, с перистым членением, черешкового прикрепления. Соцветие — кисть, несущая цветки с пятью лепестками; околоцветник зигоморфный. Плод — боб.